# Corredor de tres bandes
El corredor de tres bandes (Rhinoptilus cinctus) és una espècie d'ocell de la família dels glareòlids (Glareolidae) que habita semi-deserts amb arbustos espinosos de l'Àfrica oriental i Meridional, al Sudan del Sud, Etiòpia, Somàlia, Kenya, Tanzània, Zàmbia, Zimbàbue, nord de Namíbia, sud d'Angola i extrem nord-est de Sud-àfrica.